# Jar Jar Binks
Jar Jar Binks er en person i Star Wars-universet. Han er en såkaldt gunganer og stammer fra undervandsbyen Otoh Gunga på planeten Naboo.
Han er hovedperson i den officielle, danskproducerede Star Wars-kortfilm Bombad Bounty (2010), der foregår sideløbende med handlingen i episode 4, 5 og 6.
Jar Jar kommer oprindeligt ind i billedet, da han hjælper Qui-Gon Jinn og Obi Wan Kenobi med at finde Dronning Amidala, efter deres besøg hos Handelsføderationen. Desuden forener han også gunganerne og den oprindelige befolkning på Naboo, efter mange års uvenskab.
Jar Jar Binks er delvist elsket af fans og delvist hadet. For nogle forekommer han som en morsom og underholdende karakter, og for andre meget irriterende.